# Solar Cargo

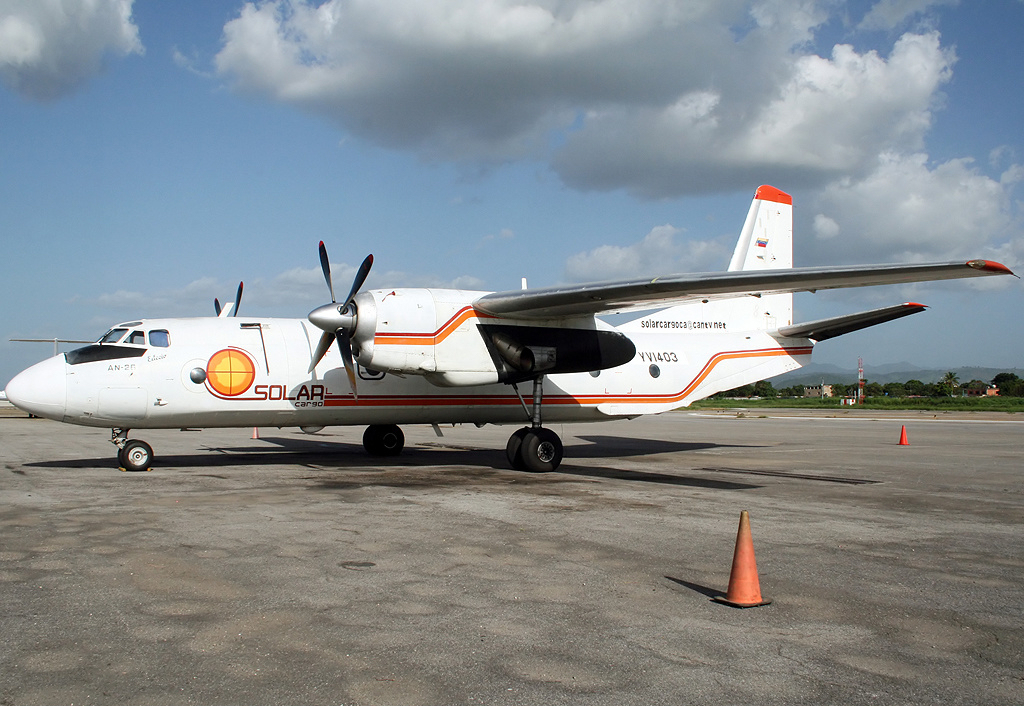
Antonow An-26 der Solar Cargo im Jahre 2008

Solar Cargo ist eine Fracht-Fluggesellschaft Venezuelas mit Sitz in Valencia.

## Geschichte
Solar Cargo flog ab 2001 mit Antonow An-26 Frachtflüge von Caracas und Valencia nach Miami. Im 2011 bestand die Flotte aus zwei Antonow An-26 in Venezuela. Für Flüge in die USA wurden aus juristischen Gründen geleaste Flugzeuge eingesetzt. Ab 2012 wurde eine McDonnell Douglas DC-10-30F betrieben.
2025 nahm Solar Cargo den eingestellten Flugbetrieb wieder auf mit einer Boeing 727F.

## Flotte
Mit Stand April 2025 besteht die Flotte aus einem Flugzeug mit einem Alter von 44,1 Jahren.
| Flugzeugtyp    | Aktiv | Bestellt | Anmerkungen | Sitzplätze | Alter      |
| Boeing 727-200 | 1     | 0        |             | Cargo      | 44,1 Jahre |